# Sphinginae
Sous-famille
Les Sphinginae sont une sous-famille de lépidoptères (papillons) de la famille des Sphingidae.

## Historique et dénomination
La sous-famille des Sphinginae a été décrite par l'entomologiste français Pierre André Latreille en 1802.

### Synonymie
- Manducinae Tutt, 1902
- Semapnohorae Rothschild & Jordan

## Taxinomie
La sous-famille se divise en deux tribus : 
- Acherontiini Boisduval, [1875]
- Sphingini Latreille, [1802]